# Кишковський Збігнєв Миколайович
Збігнєв Миколайович Кишковський (нар. 26 травня 1925, Королівка - 24.10.2008) — радянський вчений в області технології і хімії вина. Доктор технічних наук з 1966 року, професор з 1967 року. Член-кореспондент Італійської академії виноградарства і виноробства, президент комісії з виноробства Міжнародної організації винограду і вина (1967—1980), академік, віце-президент Міжнародної академії винограду і вина, член ряду наукових і професійних товариств виноробів.

## Біографія
Народився 26 травня 1925 року в селі Королівці Ворсівського району (тепер Малинський район, Житомирська область, Україна). З лютого 1943 року брав участь у Другій світовій війні. Член ВКП(б) з 1944 року.
1950 року закінчив Московський технологічний інститут харчової промисловості. У 1950—1966 роках на науково-дослідній і педагогічній роботі, з 1966 року завідувач кафедрою технології виноробства цього ж інституту.

## Наукова діяльність
Результати досліджень вченого дозволили створити прогресивні режими термічної обробки вин, удосконалити технологію приготування шампанського безперервним методом на стадії обробки виноматеріалів, вторинного бродіння, створити апаратурно-технологічну схему отримання в безперервному потоці коньячного спирту регульованого складу. Автор близько 300 робіт, 9 тематичних брошур, власник 23 авторських свідоцтв на винаходи. Серед робіт:
- Виноделие Франции. — Москва, 1963;
- Влияние продуктов меланоидинообразования на качество вин. — Москва, 1967;
- Техническая биохимия /Под ред. В. Л. Кретовича. — Москва, 1973 (у співавторстві);
- Химия вина. — Москва, 1976 (у співавторстві);
- Электрофизические методы стабилизации вин: Обзорная информ. — Москва, 1982 (у співавторстві);
- Технология вина. — Москва, 1984 (у співавторстві).

## Відзнаки
- Заслужений діяч науки і техніки РРФСР[3];
- Нагороджений орденом Жовтневої Революції, орденом Вітчизняної війни I ступеня, орденом Червоної Зірки (5 березня 1944), орденом Слави 3-го ступеня (22 квітня 1945), медаллю «За відвагу» (14 грудня 1943)[2].